# Jan Knorr
Jan Knorr (ur. 23 września 1868 w Choczu, zm. 2 listopada 1924 we Włocławku) – polski ksiądz rzymskokatolicki, społecznik, patriota i krzewiciel polskości.

## Życiorys
W latach 1888–1892 studiował w Wyższym Seminarium Duchownym we Włocławku. Jako wikariusz pracował w Siemkowicach i Turku. Był proboszczem kolejno w parafiach: Broniszewo (woj. wielkopolskie, powiat koniński) (1897–1907), Poczesna (woj. śląskie, powiat częstochowski) (1907–1920) oraz Iwanowice (woj. wielkopolskie, powiat kaliski) (1920–1923).
Był organizatorem i założycielem wielu organizacji społecznych. W Broniszewie założył dwie szkoły, cztery ochronki dla dzieci, bibliotekę parafialną oraz Stowarzyszenie Rolnicze i Spożywcze. W Poczesnej był twórcą i pierwszym prezesem: Stowarzyszenia Spożywców „Praca” (1908), Towarzystwa Pożyczkowo-Oszczędnościowego (1910), Kółka Rolniczego „Przebudzenie” (1910) oraz jednostki Ochotniczej Straży Pożarnej w Poczesnej (5 maja 1915). Organizował tajne nauczanie w języku polskim na terenie parafii w Poczesnej (od 1907 r.), współtworzył dziewięć szkół, cztery ochronki dla dzieci, cztery Koła Młodzieży, dwie biblioteki, był członkiem zarządu Szkoły Publicznej Poczesna I („Poduchowna”) i chłopskiej składkowej szkoły prywatnej Poczesna II („Całka”) w Całce (ob. Poczesna); tej drugiej był organizatorem i założycielem.
Wybudował neogotycki kościół pod wezwaniem św. Benona w Broniszewie (1899–1904), który 12 kwietnia 1904 r. konsekrował biskup Stanisław Zdzitowiecki. Zainicjował budowę głównego ołtarza w kościele p.w. św. Jana Chrzciciela w Poczesnej (konsekrowany w 1911 r.). Wybudował  pierwszą drewnianą kaplicę w Starczy (1910–1911), a następnie po wydzieleniu z parafii w Poczesnej wiosek: Starcza, Klepaczka, Łysiec i Własna, inicjował erygowanie nowej parafii w Starczy (lipiec 1911 r.). W okresie sprawowania  posługi proboszcza w parafii w Poczesnej, wikariuszem był tam w latach 1912–1917 późniejszy błogosławiony ksiądz Dominik Jędrzejewski.
Ze względu na chorobę uniemożliwiającą pełnienie obowiązków kapłańskich w 1923 r. zrzekł się probostwa w Iwanowicach i zamieszkał w Domu Księży Emerytów w Ciechocinku.

## Życie prywatne
Rodzice: Hipolit Knorr i Waleria z domu Bagieńska; rodzeństwo: Józefa (żona Józefa Tomasza Tyszkiewicza, troje dzieci: Jerzy, Stanisław i Maria) i Walentyna (żona Ignacego Karola Bońkowskiego, bezdzietni).
Pochowany we Włocławku.